# FC Dinamo București în sezonul 1977-1978
Sezonul 1977-78 este al 29-lea sezon pentru FC Dinamo București în Divizia A. Cu un lot slăbit, după plecările lui Radu Nunweiller și Mircea Lucescu la Corvinul Hunedoara, Dinamo nu a putut repeta perfomanța din sezonul precedent, titlul de campioană, și a păstrat doar modestul rol de "arbitru" în lupta pentru titlu, încheind pe locul cinci. În Europa, Dinamo a fost eliminată în turul inaugural al Cupei Campionilor de Atletico Madrid.

## Rezultate
| Divizia A | Divizia A          | Divizia A          | Divizia A | Divizia A |
| Etapa     | Data               | Adversar           | Stadion   | Rezultat  |
| --------- | ------------------ | ------------------ | --------- | --------- |
| 1         | 21 august 1977     | SC Bacău           | acasă     | 0-0       |
| 2         | 24 august 1977     | Poli Iași          | deplasare | 1-2       |
| 3         | 28 august 1977     | Sportul Studențesc | acasă     | 0-1       |
| 4         | 4 septembrie 1977  | U Craiova          | acasă     | 2-0       |
| 5         | 10 septembrie 1977 | Corvinul Hunedoara | deplasare | 1-1       |
| 6         | 18 septembrie 1977 | UTA                | acasă     | 3-1       |
| 7         | 24 septembrie 1977 | Jiul Petroșani     | deplasare | 1-4       |
| 8         | 2 octombrie 1977   | CS Târgoviște      | acasă     | 3-0       |
| 9         | 12 octombrie 1977  | FC Constanța       | deplasare | 4-2       |
| 10        | 30 octombrie 1977  | Petrolul Ploiești  | acasă     | 2-1       |
| 11        | 5 noiembrie 1977   | FC Bihor           | deplasare | 1-2       |
| 12        | 16 noiembrie 1977  | FCM Reșița         | acasă     | 1-0       |
| 13        | 20 noiembrie 1977  | FC Argeș           | deplasare | 0-1       |
| 14        | 23 noiembrie 1977  | Olimpia Satu Mare  | acasă     | 3-2       |
| 15        | 27 noiembrie 1977  | Steaua București   | deplasare | 3-3       |
| 16        | 30 noiembrie 1977  | Poli Timișoara     | deplasare | 0-1       |
| 17        | 4 decembrie 1977   | ASA Târgu Mureș    | acasă     | 1-1       |
| 18        | 26 februarie 1978  | SC Bacău           | deplasare | 0-1       |
| 19        | 5 martie 1978      | Poli Iași          | acasă     | 1-0       |
| 20        | 8 martie 1978      | Sportul Studențesc | deplasare | 2-0       |
| 21        | 12 martie 1978     | U Craiova          | deplasare | 2-3       |
| 22        | 16 martie 1978     | Corvinul Hunedoara | acasă     | 3-1       |
| 23        | 26 martie 1978     | UTA                | deplasare | 0-1       |
| 24        | 12 aprilie 1978    | Jiul Petroșani     | acasă     | 2-1       |
| 25        | 16 aprilie 1978    | CS Târgoviște      | deplasare | 0-2       |
| 26        | 23 aprilie 1978    | FC Constanța       | acasă     | 1-2       |
| 27        | 27 aprilie 1978    | Petrolul Ploiești  | deplasare | 2-3       |
| 28        | 7 mai 1978         | FC Bihor           | acasă     | 2-0       |
| 29        | 18 mai 1978        | FCM Reșița         | deplasare | 3-0       |
| 30        | 21 mai 1978        | FC Argeș           | acasă     | 1-0       |
| 31        | 28 mai 1978        | Olimpia Satu Mare  | deplasare | 0-0       |
| 32        | 4 iunie 1978       | Steaua București   | acasă     | 0-1       |
| 33        | 11 iunie 1978      | Poli Timișoara     | acasă     | 4-2       |
| 34        | 15 iunie 1978      | ASA Târgu Mureș    | deplasare | 1-1       |

| Cupa României      | Cupa României     | Cupa României  | Cupa României | Cupa României |
| Etapa              | Data              | Adversar       | Stadion       | Rezultat      |
| ------------------ | ----------------- | -------------- | ------------- | ------------- |
| șaisprezecimi      | 19 februarie 1978 | Victoria Zalău | deplasare     | 7-0           |
| optimi             | 19 aprilie 1978   | FC Constanța   | Brăila        | 1-0           |
| sferturi de finală | 24 mai 1978       | U Craiova      | Sibiu         | 2-3           |

| Legendă    |
| ---------- |
| victorie   |
| egal       |
| înfrângere |

## Cupa Campionilor Europeni
Turul întâi
| 15 septembrie 1977 | Dinamo București                          | 2 – 1 | Atletico Madrid  | Stadionul 23 August, București Spectatori: 45.000 Arbitru: Ok (Turcia) |
| 15 septembrie 1977 | Cristian Vrînceanu 14' Dudu Georgescu 73' |       | Luiz Pereira 58' | Stadionul 23 August, București Spectatori: 45.000 Arbitru: Ok (Turcia) |

| 28 septembrie 1977 | Atletico Madrid            | 2 – 0 | Dinamo București | Vicente Calderón, Madrid Spectatori: 60.000 Arbitru: Wurtz (Franța) |
| 28 septembrie 1977 | Benegas 67' Ruben Cano 81' |       |                  | Vicente Calderón, Madrid Spectatori: 60.000 Arbitru: Wurtz (Franța) |

Atletico Madrid s-a calificat mai departe cu scorul general de 3-2.

## Echipa
Portari: Constantin Eftimescu, Constantin Traian Ștefan.
Fundași: Florin Cheran, Vasile Dobrău, Teodor Lucuță, Gabriel Sandu, Alexandru Szatmaryi.
Mijlocași: Alexandru Custov, Cornel Dinu, Ion Marin, Ion Mateescu, Ion Moldovan.
Atacanți: Ionel Augustin, Vasile Chitaru, Dudu Georgescu, Sorin Georgescu, Alexandru Moldovan, Adalbert Rozsnyai, Cornel Țălnar, Cristian Vrînceanu.